# Festuca macra
Festuca macra är en gräsart som först beskrevs av Otto Stapf, och fick sitt nu gällande namn av Evgenii Borisovich Alexeev. Festuca macra ingår i släktet svinglar, och familjen gräs.
Artens utbredningsområde är Free State. Inga underarter finns listade i Catalogue of Life.